# Roeleman von Bylandt-Halt-Spaldrop
Roeleman von Bylandt (* um 1508; † um 1558) war Herr von Halt und Spaldrop, Drost zu Ravenstein und herzoglich-klevischer Rat.
Er gehörte der Linie Bylandt-Halt-Spaldrop des niederrheinischen Adelsgeschlechtes Bylandt an.
Er war der Sohn des Johann von Bylandt und der Johanna von Bentheim. Johann war als Lehnsmann des Herzogs von Kleve Herr von Halt und Spaldrop, zweier heute nicht mehr bestehender Orte nordwestlich der Stadt Kleve. Nach seinem Tod wurde zunächst Roelemans älterer Bruder Heinrich mit den Herrschaften belehnt, nach dessen kinderlosem Tod am 16. Dezember 1534, erhielt schließlich Roeleman die Herrschaften.
Außerdem war Roeleman Drost von Ravenstein und Rat des Herzogs von Kleve.

## Ehe und Nachkommen
Er heiratete am 3. Juni 1524 Barbara von Viermund († 1565), Tochter des Ambrosius von Viermund, Herr von Neersen, Vogt von Anrath und Uerdingen. Die Schwester seiner Frau, Anna von Viermund, heiratete seinen Vetter Adrian von Bylandt (* 1503; † 1549), Herr von Rheydt, Drost zu Heinsberg.
Mit Barbara hatte er fünf Kinder:
- Johann, Herr von Halt und Spaldrop, ⚭ Christina von Wachtendonck
- Heinrich († 1568)
- Agnes († 2. Mai 1615), ⚭ Wilhelm von Bronckhorst-Gronsfeld († 31. März 1563), Freiherr zu Gronsfeld und Rimburg, Herr zu Alpen
- Anna (Margareta), ⚭ Ulrich Scheiffart von Merode
- Gertrud († 26. Oktober 1616)